# 中国共产党中央人民政府党组干事会
中国共产党中央人民政府党组干事会，是中国共产党在中央人民政府政务院成立的党组，担负中国共产党政务院党组的经常工作。

## 政务院党组干事会
中华人民共和国成立初期，1949年中国共产党中央政治局决定，在中央人民政府中担任负责工作的中国共产党党员组成党组，政务院及其所属各委、部、会、院、署、行等机关合组党组“政务院党组干事会”。1949年10月至1952年8月，中央人民政府内的党组系统主要分三个层次：
- （1）政务院党组干事会：政务院及其所属各委、部、会、院、署、行等机关联合组成的党组，是总党组。
- （2）分党组干事会：政务院各指导委员会及其所属的部、会、院、署、行等机关联合组成的党组，是分党组。
- （3）党组小组：政务院及其所属各委、部、会、院、署、行等机关分别组成的党组[1]。

该时期，中央人民政府各党组负责人主要由政务院及其所属各委、部、会、院、署、行等机关中担任行政领导的中共党员担任。但另有15个机构，因其主要行政领导是党外人士（或公开身分是党外人士），所以党组负责人由这些机关中任副职的中共党员担任。
政务院党组干事会由11人组成：
书记
- 周恩来[1]

副书记
- 董必武（第一副书记）[1]
- 陈云（第二副书记）[1]

成员（11人）
- 周恩来、董必武、陈云、罗瑞卿、薄一波、陆定一、胡乔木、刘景范、李克农、李维汉、齐燕铭[1]

政务院党组干事会、分党组干事会、党组小组的书记分别是（括号中附各机关行政领导）：
- 政务院党组干事会书记、直属党组小组书记：周恩来（总理兼）
- 政务院政治法律委员会分党组干事会书记、直属党组小组书记：董必武（主任兼）
- 政务院财政经济委员会分党组干事会书记、直属党组小组书记：陈云（主任兼）
- 政务院文化教育委员会分党组干事会书记、直属党组小组书记：陆定一（主任郭沫若）
- 政务院人民监察委员会分党组干事会书记、直属党组小组书记：刘景范（主任谭平山）
- 中央人民政府内务部党组小组书记：谢觉哉（部长兼）
- 中央人民政府外交部党组小组书记：周恩来（部长兼）
- 中央人民政府公安部党组小组书记：罗瑞卿（部长兼）
- 中央人民政府财政部党组小组书记：薄一波（部长兼）
- 中央人民政府贸易部党组小组书记：叶季壮（部长兼）
- 中央人民政府重工业部党组小组书记：陈云（部长兼）
- 中央人民政府燃料工业部党组小组书记：陈郁（部长兼）
- 中央人民政府纺织工业部党组小组书记：曾山（部长兼）
- 中央人民政府食品工业部党组小组书记：杨立三（部长兼）
- 中央人民政府轻工业部党组小组书记：龚饮冰（部长黄炎培）
- 中央人民政府铁道部党组小组书记：滕代远（部长兼）
- 中央人民政府邮电部党组小组书记：王诤（部长朱学范）
- 中央人民政府交通部党组小组书记：李运昌（部长章伯钧）
- 中央人民政府农业部党组小组书记：罗玉川（部长李书城）
- 中央人民政府林垦部党组小组书记：李范五（部长梁希）
- 中央人民政府水利部党组小组书记：李葆华（部长傅作义）
- 中央人民政府劳动部党组小组书记：李立三（部长兼）
- 中央人民政府文化部党组小组书记：周扬（部长沈雁冰）
- 中央人民政府教育部党组小组书记：钱俊瑞（部长马叙伦）
- 中央人民政府卫生部党组小组书记：贺诚（部长李德全）
- 中央人民政府司法部党组小组书记：李木庵（部长史良）
- 中央人民政府法制委员会党组小组书记：陈绍禹（主任兼）
- 中央人民政府民族事务委员会党组小组书记：李维汉（主任兼）
- 中央人民政府华侨事务委员会党组小组书记：廖承志（主任何香凝）
- 中国科学院党组小组书记：陈伯达（院长郭沫若）
- 中央人民政府情报总署党组小组书记：邹大鹏（署长兼）
- 中央人民政府海关总署党组小组书记：孔原（署长兼）
- 中央人民政府新闻总署党组小组书记：胡乔木（署长兼）
- 中央人民政府出版总署党组小组书记：胡绳（署长胡愈之）
- 中国人民银行党组小组书记：南汉宸（行长兼）[2][1]

1950年1月8日，政务院副总理兼政务院政治法律委员会（政法委）主任董必武致函齐燕铭称：“政法委分党组干事会第一次会议同意‘政务院党组干事会’所提之内务部、司法部、公安部、法制委员会及民族事务委员会等部会之党组小组及组员名单；并通过建立政法委员会机关党组，……请政务院总党组千事会审查批准。”由此可知，当时政府各部门党组小组的成员及领导人均由“政务院党组干事会”提名并审查批准。
在1952年8月以前，政务院党组干事会，即是中国共产党在中央人民政府内的最高领导机构。中共中央对中央人民政府的领导，主要通过政务院党组干事会进行。在1952年8月以前，周恩来既是政务院行政系统的最高领导（政务院总理），同时又是中央人民政府中党的系统最高领导（政务院党组干事会书记）。

## 中央人民政府党组干事会
1952年8月，随着中央人民政府行政机构调整扩大，各大区的领导人陆续上调北京、出任中央人民政府各部门领导，根据周恩来提议：政务院党组干事会改组扩大并更名为“中央人民政府党组干事会”，直属中共中央政治局及中共中央书记处领导。
中央人民政府党组干事会时期，中央人民政府中的党组同样分三个层次：
- （1）中央人民政府党组干事会
- （2）分党组干事会
- （3）党组小组[1]

中央人民政府党组干事会由25人组成：
书记
- 周恩来

副书记
- 陈云（第一副书记）
- 邓小平（第二副书记）

成员（25人）
- 原政务院党组干事会11人，增加邓小平、林伯渠、彭真、李富春、曾山、贾拓夫、习仲勋、钱俊瑞、王稼祥、安子文、吴溉之、李六如、廖鲁言、刘澜涛

秘书长
- 李维汉

副秘书长
- 齐燕铭（第一副秘书长）
- 廖鲁言（第二副秘书长）[1]

1952年8月后调整的分党组干事会、党组小组的书记分别是：
- 政务院财政经济委员会直属党组小组书记：薛暮桥
- 中央人民政府交通部党组书记：王首道
- 中央人民政府对外贸易部党组书记：雷任民
- 中央人民政府商业部党组书记：姚依林
- 中华全国合作社联合总社党组书记：程子华
- 政务院财政经济委员会分党组干事会书记：宋劭文
- 中央人民政府财政部党组书记：戎子和
- 中央人民政府重工业部党组书记：李富春
- 中央人民政府农业部党组书记：张林池
- 中国科学院党组书记：恽子强
- 中央人民政府出版总署党组书记：叶蠖生[1]

政务院党组干事会改组成中央人民政府党组干事会后，体制上没有根本改变，中央人民政府党组干事会仍是中央人民政府中党的最高领导机构：中共中央主席对中央人民政府的领导，仍要通过中央人民政府党组干事会进行，体制上不能保证中共中央主席对中央人民政府工作的直接领导。因此在中央人民政府党组干事会时期间，又出现了“新税制”事件：1952年12月31日，政务院财政经济委员会公布《关于税制若干修正及实行日期的通告》，宣布1953年1月1日起实行新税制；1953年1月15日，中共中央主席、中央人民政府主席毛泽东批示政务院总理周恩来等政务院领导：“新税制事，中央既未讨论，对各中央局、分局、省市委亦未下达通知，匆卒发表，毫无准备，……此事我看报始知，看了亦不大懂。”
1953年3月10日，中共中央决定撤销“中央人民政府党组干事会”，决定指出，为了使政府工作避免脱离中共中央的危险，今后政府工作一切主要的和重要的方针、政策、计划和重大事项必须经过中共中央的讨论和决定或批准。
至此，中央人民政府内中国共产党的组织系统发生根本改变。党组系统由三个层次减至两个层次：分党组干事会、党组小组。毛泽东直接领导各分党组干事会及各党组小组。政务院各委、部、院、署、行的工作，由各分党组干事会及各党组小组直接向毛泽东汇报请示，由毛泽东亲自批示。